# Dendrobates
Dendrobates es un género de anfibios anuros neotropicales pertenecientes a la familia Dendrobatidae. Son todos anuros de actividad diurna que viven en zonas selváticas y que presentan  coloraciones llamativas (aposemáticas) indicando una toxicidad, que puede llegar a ser peligrosa para los seres humanos.
Se distribuyen desde el sur de Nicaragua hasta Colombia y de allí hasta Venezuela, las Guayanas y la zona limítrofe de Brasil.
Presentan un alto nivel de cuidado parental, lo cual no es común en los anfibios. Depositan los huevos en el suelo y después los transportan al agua.

## Especies
Según algunos autores el género tiene más de 170 especies, pero otros colocan la mayoría de esas especies en otros géneros. como Oophaga, Ranitomeya, Andinobates y Phyllobates.
Se reconocen las cinco especies siguientes según ASW:
- Dendrobates auratus (Girard, 1855)
- Dendrobates leucomelas Steindachner, 1864
- Dendrobates nubeculosus Jungfer & Böhme, 2004
- Dendrobates tinctorius (Cuvier, 1797)
- Dendrobates truncatus (Cope, 1861)
- Además, incertae sedis:
  - Dendrobates enigmaticus Schulte, 1999 
  - Dendrobates fantasticus-imitator Schulte, 1999 
  - Dendrobates riverimus Schulte, 1999